# Polytonalita
Polytonalita je vztah k několika tonálním centrům současně. Hudební proud je složen z více samostatných tonálních pásem, vzájemně oddělených výškovou polohou, zvukovou barvou apod. Při polytonalitě tedy souzní dvě nebo více tónin současně (např. když v komorní skladbě hraje každý nástroj v jiné tónině).
Nejjednodušším případem je bitonalita - současný průběh dvou tonalit.